# Чепчиха
Чепчиха — деревня в Московской области России. Входит в городской округ Солнечногорск

## География
Находится на левой стороне Октябрьской железной дороги на перегоне Подсолнечная — Клин, платформа Сенеж. Большинство домов в деревне — это дачи, деревня находится в 3 километрах по асфальтовой дороге от города Солнечногорска.
Лес окружает Чепчиху почти со всех сторон. В деревне имеется магазин, озеро.
К деревне приписаны 14 садоводческих товариществ (СНТ).

## История
Ранее относилась к Вертлинской волости Клинского уезда Московской губернии, в 1-й половине XIX века принадлежала бабушке поэта Аполлона Майкова, здесь прошло детство поэта.
С 1994 до 2006 гг. деревня входила в Мошницкий сельский округ Солнечногорского района.
С 2005 до 2019 гг. деревня включалась в городское поселение Солнечногорск Солнечногорского муниципального района.
С 2019 года деревня входит в городской округ Солнечногорск.

## Население
| 1852 | 1859 | 1890 | 1899 | 1926 | 1966 | 1998 |
| ---- | ---- | ---- | ---- | ---- | ---- | ---- |
| 20   | ↗55  | ↘52  | ↗67  | ↗110 | ↘91  | ↘11  |
| 2002 | 2010 |      |      |      |      |      |
| ↘6   | →6   |      |      |      |      |      |